# Herman av Hainaut
Herman av Hainaut, född 1000-talet, död 1049, var regerande greve av Mons och Hainaut 1039-1049. 